# Годрано
Годра̀но (на италиански: Godrano, на сицилиански Cutranu, Кутрану) е село и община в Южна Италия, провинция Палермо, автономен регион и остров Сицилия. Разположено е на 693 m надморска височина. Населението на общината е 1175 души (към 2010 г.).